# Sobór Świętych Borysa i Gleba w Dyneburgu
Sobór Świętych Borysa i Gleba (Даугавпилсский православный кафедральный собор святых благоверных князей Бориса и Глеба) – sobór prawosławny w Dyneburgu, wzniesiony w 1905 w stylu neoruskim. 

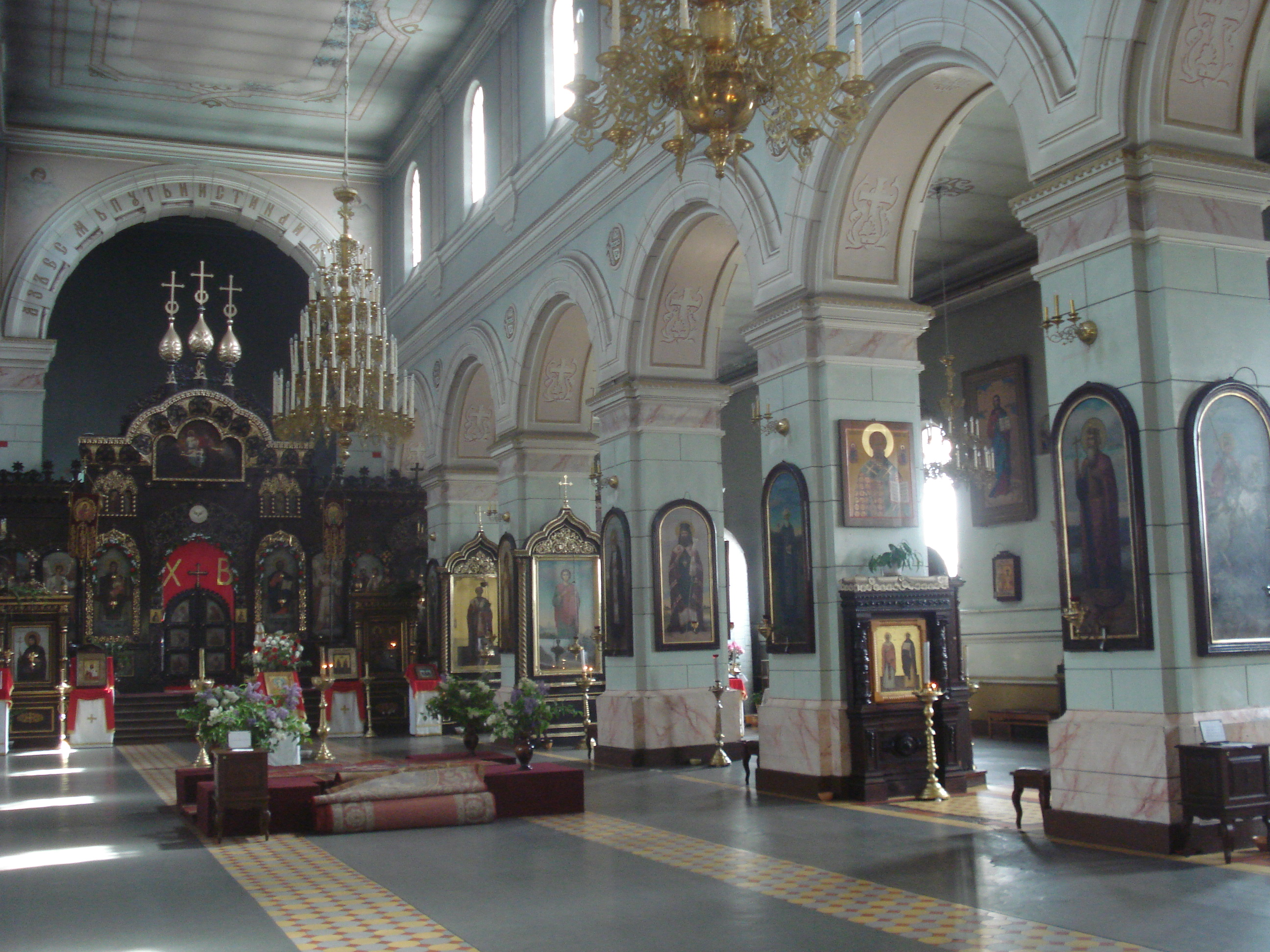

## Historia
W 1866 Konstantin Kaufman, gubernator Północno-Zachodniego Kraju zarządził budowę cerkwi dla stacjonujących w Dyneburgu wojsk rosyjskich. Wzniesiono wówczas niewielką świątynię nazwaną „żelazną”, pod wezwaniem św. cesarza Konstantyna i jego matki Heleny. 
W 1903 hierarchowie eparchii połockiej Rosyjskiego Kościoła Prawosławnego, ówcześnie mającej w swojej jurysdykcji obszar Łatgalii, postanowili wybudować okazalszą cerkiew i wybrali jej patronów – Świętych Borysa i Gleba. W 1904 „żelazna cerkiew” została przeniesiona do miasteczka Jersika (ówczesny Cargrad), zaś nowy budynek został ukończony i poświęcony w rok później. W budowie finansowo pomogły siły zbrojne. 
W czasie I wojny światowej obiekt był czynny, jednak dopiero w 1922 uzyskał status parafialnego i został wyremontowany (wymieniono część uszkodzonych ikon i fresków). Kolejny remont został przeprowadzony w latach 1926–1927, kiedy zmieniono właściwie całą dekorację wnętrza. Od 1925 w cerkwi równolegle działała parafia rosyjsko- i łotewskojęzyczna. W 1938 wzniesiono nowy dom proboszcza parafii, a cerkiew uzyskała status katedralnej. 
W czasie II wojny światowej cerkiew nie poniosła strat, jednak już po zakończeniu działań wojennych dwukrotnie padła ofiarą pożaru. Straciła również miano katedry, odzyskane dopiero w 1989. W latach 2004–2008 sobór był remontowany, odzyskując częściowo pierwotny wygląd. 

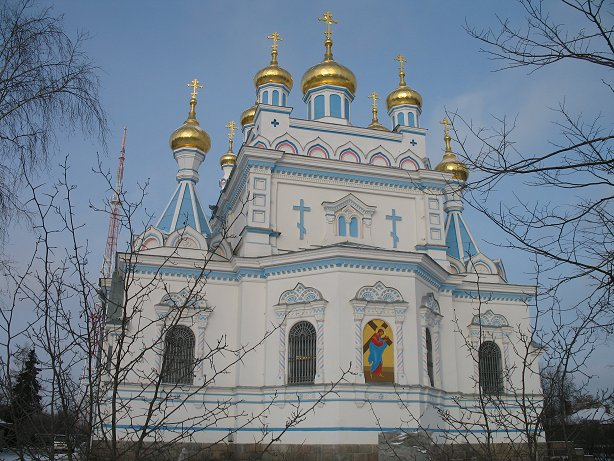

## Architektura
Budynek ma 40 metrów długości i 20 metrów szerokości. Sobór jest trójnawowy, z wyraźnie wyższą nawą środkową. Całość wsparta jest na 14 filarach i przykryta dziesięcioma złoconymi kopułami różnej wielkości, zwieńczonymi krzyżami. W dzwonnicy cerkiewnej znajdują się cztery dzwony. Cerkiew jest bogato zdobiona zewnętrznie, malowana na biało, żółto i niebiesko. Wokół półkolistych okien wykonano obramowania z motywami geometrycznymi. Nad wejściem do przedsionka znajduje się mozaika z wizerunkiem Chrystusa. 
We wnętrzu zachował się dębowy trzyrzędowy ikonostas oraz ołtarze: główny z ikoną Świętych Książąt Borysa i Gleba oraz boczne – św. Aleksieja metropolity Moskwy i Zaśnięcia Bogurodzicy. Część ikon w soborze, napisanych przez Wiktora Wasniecowa, stanowi kopie podobnych wizerunków w soborze św. Włodzimierza w Kijowie. 